# Флэннери, Сьюзан
Сьюзан Флэннери (англ. Susan Flannery; род. 31 июля 1939, Джерси-Сити, Нью-Джерси) — американская актриса мыльных опер, обладательница премии «Золотой глобус» и четырёх статуэток «Дневной премии Эмми».

## Биография
Сьюзан Флэннери стала известной за роль доктора Лауры Спенсер Хортон в телесериале «Дни нашей жизни» в котором она снималась с 1966 по 1975 годы. В 1974 году она сыграла Лорри в фильме «Ад в поднебесье».
Флэннери наиболее известна по телесериалу «Дерзкие и красивые», в котором начиная с 1987 года она играет Стэфани Дуглас Форрестер. Она также является режиссёром этого сериала и дважды номинировалась на премию «Гильдии американских режиссёров». В конце 2012 года она решила уйти на пенсию и покинула мыльную оперу после двадцати пяти лет игры в ней.
В настоящее время Сьюзан Флэннери живёт в Санта-Барбаре, Калифорния.

## Избранная фильмография
- Ад в поднебесье (1974) — Лорри
- Дьявольские стрелки (1964) — Молли

## Телевизионные работы
- Дерзкие и красивые (1987 — 2012) — Стэфани Дуглас Форрестер
- Королева экрана (2004) — Лаура Левисетти
- Даллас (1981) — Лесли Стюарт
- Дни нашей жизни (1966 — 1975) — Доктор Лаура Спенсер Хортон
- Бен Кэйси (1965) — Элинор Кэбот
- Правосудие Берка (1963) — Секретарша Лили

## Награды
- Дневная премия Эмми 2000, 2002, 2003 — «Лучшая актриса в драматическом сериале» («Дерзкие и красивые»)
- Дневная премия Эмми 1975 — «Лучшая актриса в драматическом сериале» («Дни нашей жизни»)
- Золотой глобус 1975 — «Лучший дебют актрисы» («Ад в поднебесье»)